# Phare du Portel
Le phare du Portel ou phare d'Alprech, construit en 1962 sur la commune du Portel, est une tour cylindrique métallique avec escalier extérieur.
Situé sur le cap d'Alprech à proximité du fort d'Alprech, le phare fait l’objet d’une inscription au titre des monuments historiques depuis le 30 décembre 2010.